# Anillaspis caseyi
Anillaspis caseyi är en skalbaggsart som beskrevs av René Gabriel Jeannel. Anillaspis caseyi ingår i släktet Anillaspis och familjen jordlöpare. Inga underarter finns listade i Catalogue of Life.